# Cryptostylis acutata
Cryptostylis acutata é uma espécie pertencente à família das orquídeas (Orchidaceae), que existem em Borneu, Java e Sumatra. São plantas terrestres glabras perenes; sem tubérculos, com longas raízes glabras carnosas; inflorescência racemosa, com flores que medem mais de quinze milímetros e não ressupinam, de cores pouco vistosas, com sépalas e pétalas reduzidas, parecidas mas ligeiramente diferentes, as pétalas menores; e labelo fixo e imóvel, muito maior que os outros segmentos; coluna curta e apoda com quatro polínias.

## Publicação e sinônimos
- Cryptostylis acutata J.J.Sm., Bull. Jard. Bot. Buitenzorg, III, 3: 243 (1921).